# Aegerosphecia
Aegerosphecia là một chi bướm đêm thuộc họ Sesiidae.

## Các loài
- Aegerosphecia calliptera  Le Cerf, 1916
- Aegerosphecia cyanea  Hampson, 1919
- Aegerosphecia fasciata (Walker, 1862)
- Aegerosphecia fulviventris  Le Cerf, 1916
- Aegerosphecia fumoptera  Kallies & Arita, 2004a
- Aegerosphecia myanmarensis  Kallies & Arita, 2004
- Aegerosphecia mysolica (Walker, [1865])